# Aspar
Flavius Ardabur Aspar (cca 400? - 471, Konstantinopol, Byzantská říše) byl východořímský konstantinopolský patriarcha, magister militum a vůdce germánské armády v římských službách. Byl alansko-gótského původu. Od roku 420 až do své smrti v roce 471, tedy více než polovinu 5. století měl velký vliv na tři východořímské císaře, Theodosiuse II. Marciana a Leona I. V roce 471 došlo k organizovanému spiknutí císaře Leona I. s Isaurianci, při kterém byl Aspar zabit. Jeho smrt vedla k ukončení germánské nadvlády ve východořímské politice.

## Životopis
Byl synem konzula Ardabura. Jméno Aspar (původně Aspwar nebo Aspidar) v íránském jazyce znamená "Jezdec na koni". V roce 424 hrál po otcově boku klíčovou roli ve vítězném tažení do Ravenny proti císaři a uzurpátorovi Joannesovi, kterého se jim podařilo sesadit. Na jeho místo byl dosazen nedospělý Valentinian. Státní záležitosti za něho ale spravovala jeho matka Galla Placidia. Aspar také pomáhal vyjednat mírovou smlouvu s vandalským králem Geiserichem po vandalské invazi do Afriky. V roce 434 se stal římským konzulem a také šedou eminencí císaře Marciana.
V roce 471 došlo k organizovanému spiknutí císaře Leona I. s Isaurianců, při kterém byl Aspar a jeho syn Ardabur zabit. Je možné, že při této události zemřel i jeho druhý syn Julius Patricius, ačkoli některé zdroje uvádějí, že se ze svých zranění uzdravil. V každém případě po této události údaje o Juliu Patricianovi zmizely z pramenů.
Aspar byl učitelem Theodoricha Velikého, který se později stal králem Ostrogótů. Aspar měl ještě jednoho syna se sestrou Theodoricha Strabóna, jmenoval se Hermenericus. V Istanbulu se do dnešních dnů dochovaly Asparovy cisterny (vodní nádrže) pod širým nebem.